# 마원의
마원의(馬元義, ? ~ 184년)는 184년 황건적의 난 때 황건적(黃巾賊)의 장군이며, 장각(張角)의 부하였다.

## 개요
184년 장각은 후한 왕조를 무너뜨리기 위해 거병하기로 하고, 3월 5일에 낙양(洛陽)을 습격할 계획을 세우고 있었다. 장각은 궁궐 내의 환관인 중상시(中常侍) 봉서(封諝)와 서봉(徐奉)을 거병 계획에 끌어들여 그들과 같이 거사하기로 하고, 형주(荊州)와 양주(揚州)에 군사들을 모아놓고 있던 마원의를 몰래 낙양에 잠입시켰다. 그러나 장각의 부하인 당주(唐周)가 그 음모 계획을 황제 직속의 환관들에게 밀고하여, 음모 계획은 탄로나게 되었다. 그 결과 마원의는 관군들에 의해 곧바로 체포되어 다음날 시장에서 거열(車裂)형을 받아 처형되었다.
장각은 심복이 이렇게 죽자 격분해서 남양(南陽)의 장만성(張曼成), 영천(穎川)등의 파재(波才)라는 장수와 제휴하여, 특정날을 정하지 않고 대규모 반란을 일으켰다. 이에 주준(朱儁), 황보숭(皇甫嵩), 조조(曹操), 손견(孫堅) 등이 이들을 토벌하러 가게 된다.

## 다른 보기
- 후한서 권71 (한자원문) 황보숭(皇甫嵩)
- 자치통감 권58 (한자원문)